# 巴爾吉奧拉 (組織)
巴爾吉奧拉 （羅馬化：Bar-Giora），是第二次阿利亞运动中的一支犹太準軍事組是，也是衛士組織（羅馬化：Hashomer）的前身。 

## 历史
1904年，巴爾吉奧拉的创始人以色列前往奥斯曼叙利亚（今巴勒斯坦）。在沙俄大屠杀猶太人期间，以色列便有过地下民兵的经验。到达巴勒斯坦後，受到迈克·郝柏林的犹太战士言论影響，以色列集結一小群追隨者。1906年，以色列成立了錫安工人黨当地分支。1907 年，伊扎克·本·兹维从波尔塔瓦抵达巴勒斯坦。作为俄罗斯錫安工人黨的领导人，本·兹维已经躲避秘密警察的追捕一年。以色列和本·兹维已经一起前往海牙参加第八届世界錫安主義大会，隨后籌組巴爾吉奧拉。
1907年9月28日，在雅法，本·兹维與一群人展開秘密集會。與會者包含以色列、伊扎克·本·兹维、 Alexander Zeid 、 Mendel Portali 、Israel Giladi、Yehezkel Hankin、Yehezkel Nissanov 和 Moshe Givoni。他们发誓绝对保密，并绝对效忠于领袖以色列。組織名字來自反抗羅馬人的猶太领袖之西門·巴尔·吉奧拉。組織格言，选择了亞科夫·科恩的诗《勇士們》（Habiryonim）的一句：“猶地亞倒在火与血之中；猶地亞崛起血与火之中。” 
巴爾吉奧拉的目标是建立一支地下军队，为武装叛乱和建立犹太国家做准备。巴爾吉奧拉致力取代上加利利偏遠地區的阿拉伯人，并建立屯墾點與基地。經過偵查，1907年10月，以色列率领一支扩大編組的队伍前往Sejera，本·兹维留守雅法，作为巴爾吉奧拉在錫安工人黨的代表。 
1909年4月12日， 衛士成立，收編了巴爾吉奧拉。大卫·本·古里安不在組織內，影响了他与衛士的關係。